# 西克盧伊德 (英國國會選區)
西克盧伊德（英語：Clwyd West），英國國會一郡選區，位於威爾斯北部的康威郡級自治市東部以及登比郡中部。始設於1997年。
本區2005年前的下議院議員是工黨的蓋瑞·湯馬斯，此後為保守黨的大衛·瓊斯。他在2005年大選中擊敗湯馬斯當選，並在2010年大選中以41.5%選票勝出該區連任。